# تدر، فلوریدا
تدر (به انگلیسی: Tedder) یک منطقهٔ مسکونی در ایالات متحده آمریکا است که در شهرستان براوارد، فلوریدا واقع شده‌است. تدر ۰٫۷ کیلومتر مربع مساحت و ۲٬۰۷۹ نفر جمعیت دارد و ۵ متر بالاتر از سطح دریا قرار دارد.